# Staatsschuldenquote in Tschechien
Die Staatsschuldenquote Tschechiens gibt das Verhältnis zwischen den tschechischen Staatsschulden einerseits und dem tschechischen nominalem Bruttoinlandsprodukt andererseits an.

## Entwicklung in den letzten Jahren
Die Staatsschuldenquote Tschechiens stieg aufgrund der Finanzkrise zwischen 2008 und 2013 an. Entsprach die Staatsverschuldung von 1.104,3 Mrd. Tschechischen Kronen Ende 2008 einer Staatsschuldenquote von 28,7 %, so erreichte die Staatsschuldenquote Ende 2013 angesichts eines Schuldenstandes von dann inzwischen 1.788,2 Mrd. Tschechischen Kronen einen Wert von 46 %.

## Prognostizierte Entwicklung
Der Internationale Währungsfonds geht davon aus, dass die Staatsschuldenquote Tschechiens bis Ende 2019 bei einem Schuldenstand von dann 2.088,0 Mrd. Tschechische Kronen auf 42,3 % zurückgeht.